# Magnezit

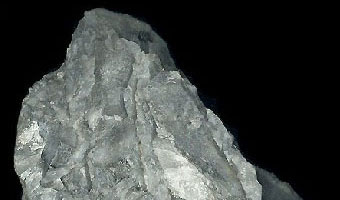
Tömeges megjelenésű magnezit

A magnezit egy karbonátásvány, a magnézium-karbonát trigonális kristályrendszerű ásványa.  Nevét az ókori Thesszália egyik városáról, Magnésziáról (Μαγνησία) kapta.
Főleg romboéderes, szkalenoéderes, ritkábban prizmás vagy táblás kristályokban található. Gyakori a tömeges kristályos, lemezes, szálas megjelenése. Fontos tűzállóanyag ipari felhasználásban, kohó bélelő téglák és idomok gyártására.
Nikkel szennyeződés esetén az elnevezése: hoshit, nikkel és vas együttes szennyezésű változata a breunnerit. Tömeges, aprószemcsés kristályos megjelenésben nehezen különböztethető meg a dolomittól.

## Kémiai összetétele
- Magnézium (Mg) = 28,8%
- Szén (C) = 14,2%
- Oxigén (O) = 57,0%

## Keletkezése
Elsődlegesen szubvulkáni, hidrotermális folyamatokban keletkezik. Metaszomatikus, metamorf képződése is gyakori. Üledékes megjelenésekben is előfordul. Fontos kőzetalkotó ásvány. Szkarnosodásokban is megjelenik.
Kísérő ásványok: dolomit, sziderit, kalcit, ankerit.
Hasonló ásványok: kalcit, dolomit, ankerit.

## Előfordulása
Ausztria területén Salzburg, Steinmark és Oberdorf közelében. Németországban Eifel vidékén. Szlovákiában Jolsva (Jelsava), Lubenyik, Baráttelke (Magnezitovce) és Rozsnyó közelében.
Lengyelországban a sziléziai területeken. Olaszországban Piemont környékén és Toscanában. Megtalálható Norvégia és Svédország területén. Jelentős előfordulások vannak Görögországban Euboea vidékén és Törökországban. Oroszországban az Ural-hegységben. Az Amerikai Egyesült Államokban Arizona, Nevada és Kalifornia szövetségi államokban. Megtalálható Kína területén Mandzsúriában. Jelentős
mennyiségben fordul elő Brazília különböző vidékein.

### Magyarországi előfordulása
Nagybörzsönyben a nagyirtáspusztai ércesedésben találtak magnezitet, dolomit és ankerit társaságában. A Budai-hegység dolomitjaiban, így a Gellért-hegy területén is megtalálható.